# Intro (Juju)
Intro è un singolo della rapper tedesca Juju, pubblicato il 1º marzo 2019 come primo estratto dal primo album in studio Bling Bling.

## Video musicale
Il video musicale, reso disponibile in concomitanza con l'uscita del brano, è stato diretto da Vincent Boehringer.

## Tracce
Testi di Judith Wessendorf, musiche di Krutsch.
1. Intro – 3:00

## Formazione
- Juju – voce
- Krutsch – produzione, mastering, missaggio

## Classifiche
| Classifica (2019) | Posizione massima |
| ----------------- | ----------------- |
| Germania          | 66                |